# Пенсакола
Пенсако́ла (англ. Pensacola) — административный центр округа Эскамбия (Флорида, США), самого западного в штате Флорида, США. Население 54 734 жителей, с пригородами — 437 125 жителей (2005).
Несмотря на прекрасную глубоководную гавань, порт Пенсакола не может соперничать с Мобилом, расположенным в 100 км к западу.
Пенсаколу называют «городом пяти флагов» в знак того, что над ним в разное время развевались флаги Испании, Франции, Великобритании, США и КША.

## История
Первое поселение на берегу Мексиканского залива было основано испанцами в 1559 году, покинуто в 1661 году и вновь заселено колонистами в 1698 году.
Испанский форт Сан-Карлос был сожжён во время столкновений с французами в 1719—1720 годах.
После Семилетней войны побережье отошло к британцам, которые дали Сан-Карлосу имя обитавшего в тех местах индейского племени и сделали его столицей Западной Флориды.
Во время Американской войны за независимость в бухту Пенсаколы вошёл испанский флот (1781 год).

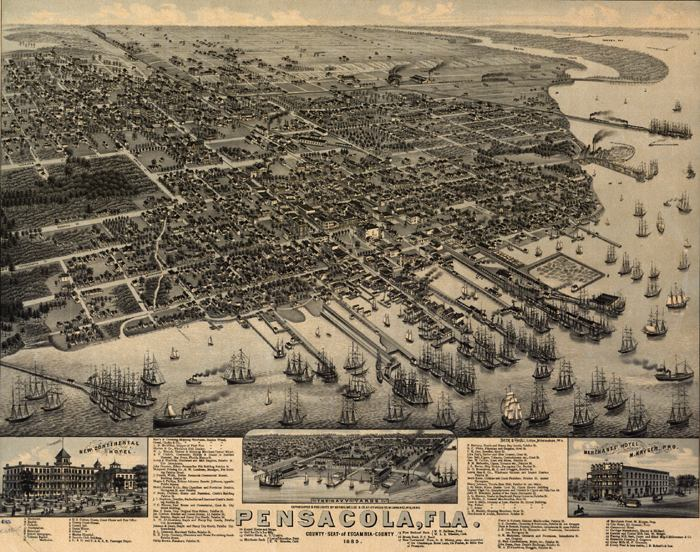
Пенсакола в 1885 году

Сорок лет спустя американцы во главе с Эндрю Джексоном обвинили испанцев в подстрекательстве индейских вылазок на территорию США и в 1818 году захватили город. Три года спустя здесь началось строительство федеральной верфи.
В 1825 году был построен Пенсакольский маяк ныне занесённый в «Путеводитель по исторической архитектуре Флориды».
Во время Гражданской войны сам город был во власти южан, а Форт Пикенс (англ.) на острове Санта-Роза остался верным правительству Линкольна.
После войны в Пенсаколе началось развитие рыболовства и деревообработки. 
В 1913 году на базе верфи была создана одна из первых в США баз ВВС.
В 1987 году город был награждён премией «All-America City Award» (с англ. — «Всеамериканский город») присуждаемой Национальной гражданской лигой, которую неофициально называют «Нобелевской премией за конструктивное гражданство» и которая выдается за активную гражданскую позицию жителей некорпоративных сообществ Соединённых Штатов в жизни местного самоуправления.

## В искусстве
- Золотые крылья Пенсаколы — американский телесериал (1990-е).

## Города-побратимы
- Чимботе, Перу
- Эскасу, Коста-Рика
- Геро, Япония
- Горловка, Украина
- Мирафлорес[англ.], Перу
- Гаосюн, Тайвань